# Biel-Benken
Biel-Benken é uma comuna da Suíça, situada no distrito de Arlesheim, no cantão de Basileia-Campo. Tem 7,39 km² de área e sua população em 2018 foi estimada em 3.414 habitantes.